# Vukanci
Vukanci is een plaats in de gemeente Mače in de Kroatische provincie Krapina-Zagorje. De plaats telt 273 inwoners (2001).